# Verde – Frei – Das heißt allein
Verde – Frei – Das heißt allein, auch Frei – Das heißt allein, ist ein Lied des deutschen Schlagersängers Roland Kaiser aus dem Jahr 1976. Produziert wurde sie von Thomas Meisel. Es handelt sich um eine deutschsprachige Coverversion des italienischen Songs Verde (1974) von Guido & Maurizio De Angelis.

## Entstehungsgeschichte
Verde wurde von Guido & Maurizio De Angelis geschrieben, das Duo ist auch bekannt als Oliver Onions. Verde erschien als Teil des Soundtracks zu der 1974 ausgestrahlten Miniserie Quaranta giorni di libertà („Vierzig Tage Freiheit“) von Leandro Castellani. Der instrumentale, mit einem Synthesizer eingespielte Track wurde als Single veröffentlicht, die in der Woche vom 8. März 1975 den zehnten Platz der italienischen Single-Charts erreichte und bis zum 26. April desselben Jahres in den Charts blieb.
Im Sommer 1976 veröffentlichte Ricky King ebenfalls eine Instrumentalversion auf der E-Gitarre. Das Lied erreichte Platz 3 in Deutschland und Platz 4 in Österreich und war in der Schweiz sogar ein Nummer-1-Hit.
Aufgrund diese Erfolgs wurde das Lied von Frank Thorsten mit einem deutschen Text versehen, der das Thema Trennung, Freiheit und Alleinsein bearbeitet.
Am 25. September 1976 sang Kaiser das Lied in der ZDF-Hitparade.

## Veröffentlichung und Charts
Frei – Das heißt allein wurde im September 1976 als erste und einzige Singleauskopplung auf Kaisers Debütalbum Verde – Frei – Das heißt allein erstmals veröffentlicht. In Deutschland platzierte sich das Lied auf Platz 14 und hielt sich insgesamt sieben Wochen in den Charts. In Österreich kam das Lied auf Platz 11 und verblieb 20 Wochen in den Charts. Insgesamt war es die vierte Single von Roland Kaiser und sein erster Charterfolg.

## Titelliste der Single
7″-Single
1. Frei – Das heißt allein (4:02)
2. Wenn das alles nicht mehr zählt (3:34)